# Pollocksville
Pollocksville est une ville américaine située dans le comté de Jones dans l'État de Caroline du Nord. En 2010, sa population était de 311 habitants.

## Démographie
| 1880 | 1890 | 1900 | 1910 | 1920 | 1930 |
| ---- | ---- | ---- | ---- | ---- | ---- |
| 53   | 143  | 198  | 227  | 339  | 357  |

| 1940 | 1950 | 1960 | 1970 | 1980 | 1990 |
| ---- | ---- | ---- | ---- | ---- | ---- |
| 408  | 420  | 416  | 456  | 318  | 299  |

| 2000 | 2010 | - | - | - | - |
| ---- | ---- | - | - | - | - |
| 269  | 311  | - | - | - | - |

## Source de la traduction
- (en) Cet article est partiellement ou en totalité issu de l’article de Wikipédia en anglais intitulé « Pollocksville, North Carolina » (voir la liste des auteurs).